# De principiis naturae
El tratado De principiis naturae (De los principios de la naturaleza) es un opúsculo introductorio preparado por Tomás de Aquino durante su primera estancia en París como profesor antes de 1255. Según señala el mismo texto, fue preparado para el Hermano Silvestre, en el Convento de Santiago (Saint-Jacques) de los dominicos en París.

## Objetivo
El objetivo de Tomás es exponer las nociones de acto, potencia, materia, forma y privación como principios para iniciarse en filosofía. La referencia continua en sus trabajos es  Aristóteles, a quien lee desde una traducción árabe.

## Esquema de la obra
El texto se reparte en 6 capítulos.

## Aportaciones
Unde dicitur quod finis est causa causarum, quia est causa causalitatis in omnibus causis. Materia enim dicitur causa formae, inquantum forma non est nisi in materia; et similiter forma est causa materiae, inquantum materia non habet esse in actu nisi per formam.
Por lo que el fin es la causa de las causas, dado que es causa de la causalidad de todas las causas. Así la materia se dice que es causa de la forma, en cuanto que la forma sólo está en la materia. De modo similar, la forma es causa de la materia en cuanto la materia no tiene el ser en acto sino por la forma.
Tomás de Aquino De principiis naturæ, cap. 4

Este texto, en su carácter de introductorio, se considera superado por las obras mayores del Aquinate. Sin embargo podemos observar que su contenido ya señala uno de los elementos fundamentales de la metafísica tomista: la relación entre forma y acto de ser.